# Leftéris Papadópoulos
Pour les articles homonymes, voir Papadopoulos.
 (décembre 2023).
Si vous disposez d'ouvrages ou d'articles de référence ou si vous connaissez des sites web de qualité traitant du thème abordé ici, merci de compléter l'article en donnant les références utiles à sa vérifiabilité et en les liant à la section « Notes et références ».
Leftéris (Elefthérios) Papadópoulos (grec moderne : Λευτέρης Παπαδόπουλος ; Athènes, 14 novembre 1935) est un écrivain, journaliste et parolier grec.

## Biographie
Leftéris Papadópoulos est né à Athènes le 14 novembre 1935, de parents grecs réfugiés d’Asie mineure : son père était originaire d’un village près de Bursa (Turquie) et sa mère d’un village près de Novorossiïsk (Russie). Ses parents sont expulsés en 1924 durant l’échange de population entre la Grèce et la Turquie.
Il s’inscrit à la Faculté de Droit de l’Université d’Athènes, mais arrête la 3e année pour devenir journaliste. Il travaille au journal Ta Néa depuis 1959, dont il est devenu un éditorialiste reconnu.

## Œuvre
Leftéris Papadópoulos commence à écrire des chansons en 1963. Il est l’auteur d’environ 1 200 chansons et a collaboré avec la plupart des compositeurs et chanteurs de sa génération, notamment Míkis Theodorákis, Stávros Xarchákos, Mános Loḯzos, Stávros Kouyioumtzís, Mímis Pléssas, Chrístos Nikolópoulos, Stélios Kazantzídis, Grigóris Bithikótsis, Georges Dalaras, Marinella, Víky Moscholioú (en), etc.
La collaboration avec son ami Mános Loḯzos est sans doute la plus remarquable de sa carrière.
Leftéris Papadópoulos est également l’auteur de plusieurs livres ; il a présenté des émissions à la télévision grecque.

## Principales chansons
- Avec Mános Loḯzos
  - 1968 : To Palió Rolói (Το παλιό ρολόι), interprètes : Yánnis Kalatzís, Marinella, Háris Alexíou, Dímitra Galáni, María Farantoúri, Stamátis Kókotas (el)
  - 1969 :
    - I Gorgóna (Η γοργόνα), interprète : Yánnis Kalatzís
    - Delfíni, delfináki (Δελφίνι δελφινάκι), interprète : Yánnis Kalatzís

  - 1970 : Paporáki tou Bournóva (Παποράκι του Μπουρνόβα), interprète : Yánnis Kalatzís
  - 1971 : Paramytháki mou (Παραμυθάκι μου), interprète : Yánnis Kalatzís
  - Tzamáika (Τζαμάικα), interprète : Yánnis Kalatzís
- Avec Stávros Xarchákos
  - 1964 :
    - Áponi zoí (Άπονη ζωή), interprètes : Grigóris Bithikótsis et Ría Koúrti (el)
    - Phtochologia (Φτωχολογιά), interprètes : Grigóris Bithikótsis, Stélios Kazantzídis, Marinella